# Hank Aaron

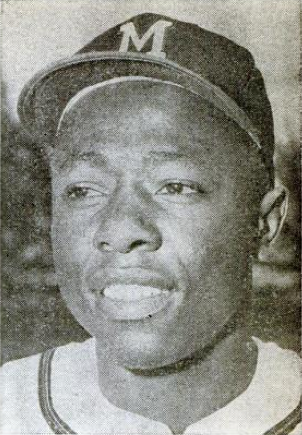
Aaron i Milwaukee Braves dräkt 1960.

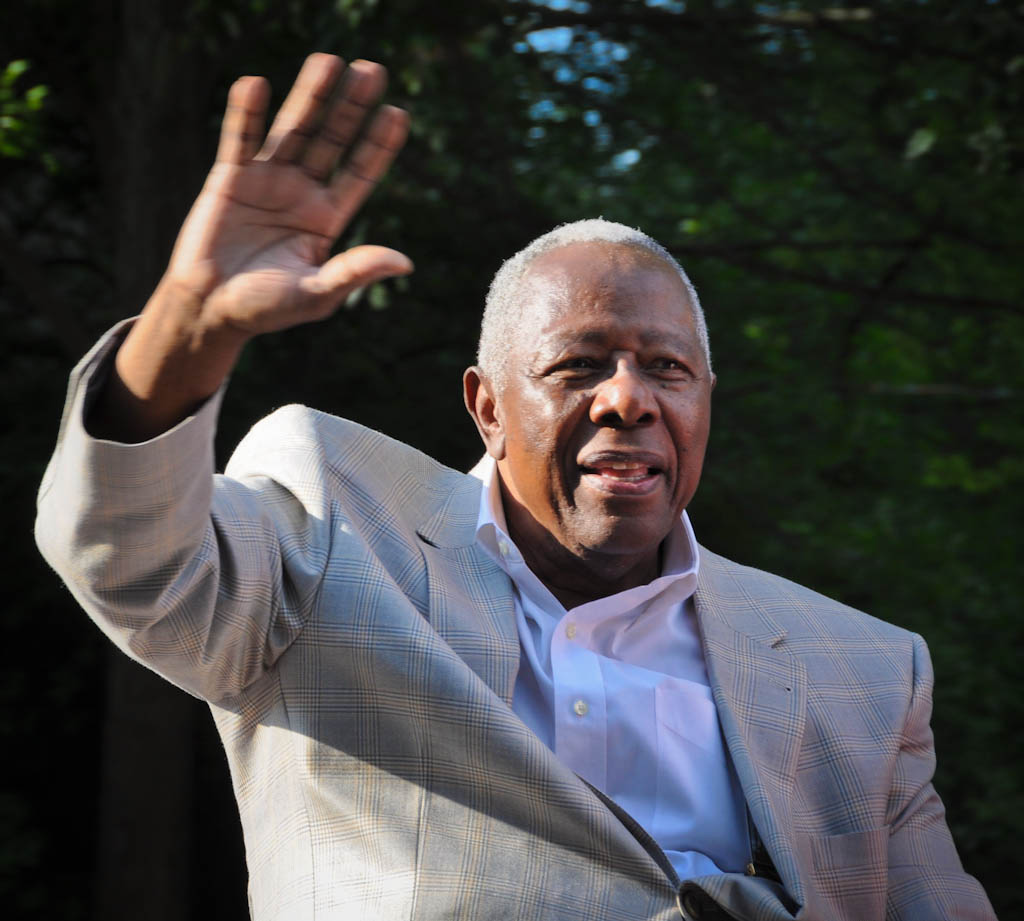
Aaron 2013.

Henry Louis "Hank" Aaron, född den 5 februari 1934 i Mobile i Alabama, död den 22 januari 2021 i Atlanta i Georgia, var en amerikansk professionell basebollspelare som spelade 23 säsonger i Major League Baseball (MLB) 1954–1976. Aaron var outfielder.
Aaron representerade under sin MLB-karriär två klubbar, Milwaukee/Atlanta Braves (1954–1974) och Milwaukee Brewers (1975–1976), och är utan tvekan en av de absolut största spelarna i MLB:s historia. Den bedrift som han är mest känd för är att han den 8 april 1974 slog legendaren Babe Ruths rekord på 714 homeruns i MLB:s grundserie under karriären. När Aaron avslutade karriären satte han det nya rekordet på 755 homeruns, ett rekord som stod sig ända till den 7 augusti 2007 då det slogs av Barry Bonds, som till slut nådde 762 homeruns.
Aaron var storebror till Tommie Aaron, som också spelade i MLB. De slog tillsammans 768 homeruns (Tommie bidrog med 13 av dessa) och det gör dem till etta genom tiderna i MLB avseende homeruns av bröder.
Vid sin död 2021 var Aaron i den absoluta toppen avseende flera av de viktigaste statistiska kategorierna i MLB:s historia – etta i RBI:s (inslagna poäng) (2 297), total bases (6 856) och extra-base hits (1 477), tvåa i homeruns (755), trea i hits (3 771) och matcher (3 298) samt fyra i poäng (2 174). Han var en av bara sex spelare att nå milstolparna 3 000 hits och 500 homeruns och han var också den spelare som tagits ut till flest all star-matcher (25). Han vann dock bara en MVP Award (1957), samma år som han var med och vann World Series med Milwaukee Braves.
Övriga viktiga statistiska bedrifter är att Aaron ledde National League (NL) i homeruns fyra gånger (1957, 1963, 1966 och 1967), i RBI:s fyra gånger (1957, 1960, 1963 och 1966), i slugging % fyra gånger (1959, 1963, 1967 och 1971), i poäng tre gånger (1957, 1963 och 1967), i slaggenomsnitt två gånger (1956 och 1959) och i hits två gånger (1956 och 1959). Bland Aarons övriga meriter kan nämnas att han vann tre Gold Glove Awards (1958–1960).
Både Milwaukee Brewers och Atlanta Braves har bestämt att ingen spelare längre får bära Aarons tröjnummer 44.
Aaron valdes 1982 in i National Baseball Hall of Fame. Han fick då 97,8 % av rösterna, då den näst högsta siffran någonsin efter Ty Cobbs 98,2 % 1936.
2002 erhöll Aaron Presidentens frihetsmedalj, USA:s främsta civila utmärkelse, av USA:s president George W. Bush.
Vid 40-årsfirandet den 8 april 2014 av hans historiska 715:e homerun hyllades Aaron, då nyss fyllda 80 år, av Atlanta Braves och MLB inför fullsatta läktare i Braves hemmaarena Turner Field. Bland gratulanterna fanns MLB:s kommissarie Bud Selig.
I samband med MLB:s all star-match 2015 utsågs Aaron till en av de fyra främsta då levande spelarna i MLB:s historia tillsammans med Johnny Bench, Sandy Koufax och Willie Mays.
Aaron avled den 22 januari 2021 vid en ålder av 86 år. Han hyllades unisont, inte bara för sina framgångar på basebollplanen utan även för sina personliga egenskaper.
| ”                                                    | Hank Aaron is near the top of everyone's list of all-time great players. His monumental achievements as a player were surpassed only by his dignity and integrity as a person. Hank symbolized the very best of our game, and his all-around excellence provided Americans and fans across the world with an example to which to aspire. His career demonstrates that a person who goes to work with humility every day can hammer his way into history -- and find a way to shine like no other. | „ |
| – Basebollkommissarien Rob Manfred efter Aarons död, | |   |